# Marlon Moraes
Marlon Luiz Moraes, född 26 april 1988 i Nova Friburgo, är en brasiliansk MMA-utövare som sedan 2017 tävlar i organisationen Ultimate Fighting Championship.